# Ostoyahualco
Ostoyahualco är en ort i Mexiko.   Den ligger i kommunen Ahuacuotzingo och delstaten Guerrero, i den sydöstra delen av landet, 190 km söder om huvudstaden Mexico City. Ostoyahualco ligger 1 323 meter över havet och antalet invånare är 689.
Terrängen runt Ostoyahualco är lite bergig, och sluttar norrut. Runt Ostoyahualco är det glesbefolkat, med 20 invånare per kvadratkilometer. Närmaste större samhälle är Pantitlán, 17,2 km sydväst om Ostoyahualco. I omgivningarna runt Ostoyahualco växer huvudsakligen savannskog.